# Hydrophis fasciatus
Espèce
Synonymes
- Hydrus fasciatus Schneider, 1799
- Pelamis lindsayi Gray, 1831

Statut de conservation UICN

 LC  : Préoccupation mineure
Hydrophis fasciatus ou Hydrophide fascié est une espèce de serpents marins de la famille des Elapidae.

## Habitat et répartition
Cette espèce se rencontre dans les eaux du Pakistan, d'Inde, de Birmanie, du sud de la Chine, de Thaïlande, de Malaisie, des Philippines, d'Indonésie et d'Australie.
Elle vit dans des eaux souvent troubles, sur les fonds meubles et peu profonds.

## Description
Son corps est mince, noir à reflets olive avec des tâches jaune pâle et son ventre est blanc sale.
Il mange des anguilles de jardin, des gobies et de petits crustacés.

## Publication originale
- Schneider, 1799 : Historiae amphibiorum naturalis et literariae fasciculus primus, vol. 1 (texte intégral).